# Žraločí zuby
Přírodní památka Žraločí zuby se nachází ve Vrapickém lese ve východní části statutárního města Kladna ve Středočeském kraji. Zaujímá prostor drobného opuštěného buližníkového lomu na mírném návrší nad pravým břehem Dřetovického potoka, zhruba tři čtvrtě kilometru jihozápadně od kostela svatého Mikuláše ve Vrapicích. Přírodní památku má v péči Krajský úřad Středočeského kraje.

## Předmět ochrany
Chráněné území bylo vyhlášeno v roce 1995 a později poněkud rozšířeno; nejnovější vymezení tak pochází z roku 2008. Předmětem ochrany celé přírodní památky jsou paleontologické nálezy zkamenělých zbytků organismů z geologické éry druhohor – křídy. Z geologického hlediska se jedná o sedimenty spodnoturonského moře usazené na starší povrch tvořený abradovanými proterozoickými horninami. V lokalitě byly zjištěny pozůstatky (zuby, obratle a koprolity) nejméně 12 druhů žraloků, dále dírkonošců, mlžů, hvězdic a mořských hub.
Lokalita je situována uprostřed lesního porostu, přístup k ní vede pouze po neznačených pěšinách (místem sice prochází naučná stezka Po lesních cestách do historie dolování uhlí na Kladensku Vrapice – Čabárna.